# Adonisea languida
Adonisea languida là một loài bướm đêm trong họ Noctuidae.